# 2057 Роземарі
2057 Роземарі (2057 Rosemary) — астероїд головного поясу, відкритий 7 вересня 1934 року.
Тіссеранів параметр щодо Юпітера — 3,186.